# Sarea difformis
Sarea difformis är en lavart som först beskrevs av Elias Fries, och fick sitt nu gällande namn av Elias Fries. Enligt Catalogue of Life ingår Sarea difformis i släktet Sarea,  och familjen Trapeliaceae, men enligt Dyntaxa är tillhörigheten istället släktet Sarea,  och klassen Leotiomycetes. Arten är reproducerande i Sverige. Inga underarter finns listade i Catalogue of Life.